# رحیم ظفر
رحیم ظفر (انگلیسی: Rahim Zafer؛ زادهٔ ۲۵ ژانویهٔ ۱۹۷۱) بازیکن فوتبال اهل ترکیه است.
از باشگاه‌هایی که در آن بازی کرده‌است می‌توان به باشگاه ورزشی گنچلربیرلیغی، باشگاه فوتبال دیاربکرسپور، باشگاه فوتبال آدانااسپور، باشگاه ورزشی ساکاریاسپور، و باشگاه فوتبال دئگو اشاره کرد.
وی همچنین در تیم ملی فوتبال ترکیه بازی کرده‌است.